# Kristin Obst

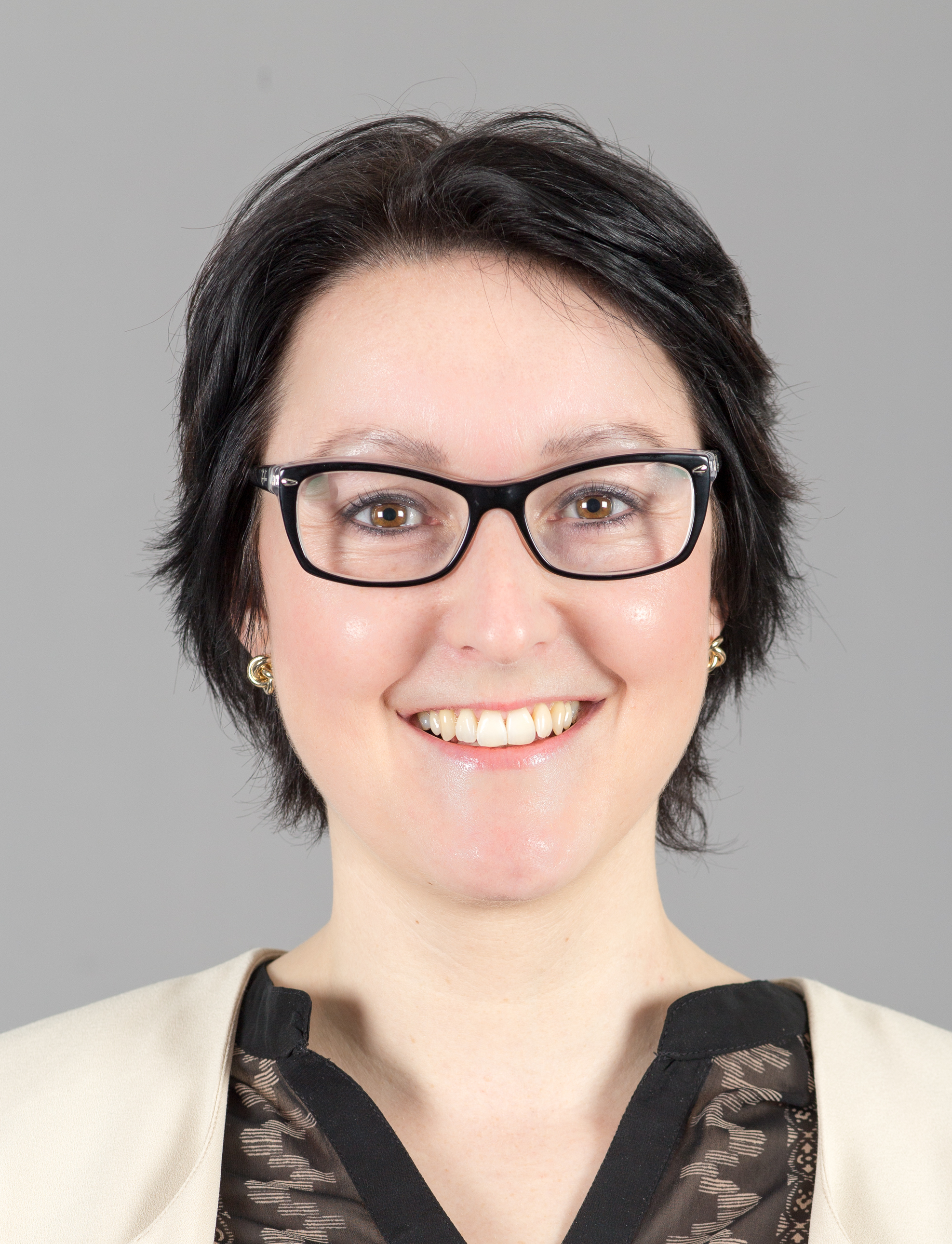
Kristin Obst (2016)

Kristin Obst (* 29. Juni 1983 in Meiningen als Kristin Floßmann) ist eine deutsche Politikerin. Von 2014 bis 2019 war sie für die CDU Mitglied des Thüringer Landtags.

## Leben
Obst besuchte die Regelschule in Römhild (heute Herzog-Bernhard-Schule) und absolvierte danach eine dreijährige Ausbildung zur Bürokauffrau bei einer Anlagenbaufirma in Westenfeld. Nachdem sie 2004 das Fachabitur in den Bereichen Wirtschaft, Verwaltung und Rechtspflege an der Staatlichen Berufsoberschule im bayerischen Bad Neustadt an der Saale ablegte, studierte sie an der Fachhochschule Nordhausen den Bachelorstudiengang Public Management, den sie als Jahrgangsbeste 2008 abschloss. Nebenher arbeitete sie bei der Stadtverwaltung Sondershausen an der Erstellung einer Eröffnungsbilanz. Nach erfolgreichem Bestehen der Bachelorprüfung arbeitete sie im Dezernat Personal/Justitiariat der Fachhochschule Erfurt. Nebenher absolvierte sie den Masterstudiengang Public Management & Governance. 2011 wechselte sie zur Fachhochschule Schmalkalden, wo sie zunächst den Arbeitsbereich für Wirtschaft und Finanzen, später das dazugehörige Referat leitete.
Obst ist mit dem ehemaligen Bürgermeister von Hildburghausen, Holger Obst, verheiratet und wohnt in Hildburghausen.

## Politische Laufbahn
Seit 2013 war Obst Vorstandsmitglied der Frauen-Union im CDU-Kreisverband Hildburghausen – Henneberger Land, von Anfang 2015 bis Juli 2020 hatte sie den Vorsitz des CDU-Kreisverbandes inne, wobei sie sich monatelang weigerte, eine Neuwahl des Kreisvorstandes durchzuführen, um ihre mögliche Abwahl zu verhindern. Im Mai 2014 wurde sie in den Kreistag des Landkreises Hildburghausen gewählt.
Bei der Landtagswahl 2014 gewann sie das Direktmandat im Wahlkreis Hildburghausen I – Schmalkalden-Meiningen III. Sie war Mitglied in den Fachausschüssen Haushalt- und Finanzen, Petitionen und Gleichstellung des Thüringer Landtages sowie der Strafvollzugskommission. Des Weiteren war sie stellvertretendes Mitglied des Landesjugendhilfeausschusses. Bei der Landtagswahl 2019 verlor sie ihr Direktmandat mit deutlichem Abstand an die AfD-Kandidatin Nadine Hoffmann und konnte auch über die Landesliste nicht wieder in den Landtag einziehen.
Bei der Bürgermeisterwahl in Hildburghausen im Juni 2023 bewarb sich Obst zusammen mit drei weiteren Mitbewerbern für das Amt, konnte jedoch mit 9,4 % der abgegebenen gültigen Stimmen in der ersten Runde nicht in die Stichwahl einziehen.
Im September 2023 trat Obst aus der CDU aus und begründete dies u. a. mit dem Rechts- und Links-Abgrenzungsbeschluss der Partei. Bei den Kommunalwahlen in Thüringen 2024 kandidierte sie als parteilose Bewerberin für das Amt der Landrätin im Landkreis Hildburghausen und erreichte 8,1 % der Stimmen.